# Socket AM2+
Socket AM2+ és un sòcol de CPU dissenyat per a microprocessadors AMD en equips d'escriptori. El seu llançament, el tercer trimestre del 2007, va succeir en la mateixa data en què estava programat el llançament del Socket AM3, substitut del Socket AM2. En canvi es va optar per vendre una transició entre aquest últim i el Socket AM3. Els processadors dissenyats per treballar amb l'AM2 podran fer-ho amb plaques mares de Socket AM2+ i viceversa. El Socket AM2+porta algunes diferències que no porta el AM2:
- HT:
  - El AM2 només suporta HyperTransport 2.0, és compatible amb memòries DDR2.
  - El AM2+suporta HyperTransport 3.0, és compatible amb memòries DDR2.
  - L'AM3 suporta HyperTransport 3.0 és compatible tant amb memòries DDR2 i DDR3.
- Split power plans: un per als nuclis de la CPU, l'altre per a la Integrated Memory controller (IMC). Això millorarà l'estalvi d'energia, especialment amb els gràfics integrats si els nuclis es troben en mode sleep però l'IMC segueix actiu.